# Велетри
Велетри (итал. Velletri) град је у средишњој Италији. Велетрије важан град округа Рим у оквиру италијанске покрајине Лацио. 
Град Велетри је познат као једно од старих и најважнијих средишта историјске покрајине Лацио.

## Природне одлике
Велетри налази се у средишњем делу Италије, свега 40 км југоисточно од Рима, седишта покрајине и државе. Град се на Албанским брдима, изнад јужно положене Понтијске равнице, главна житница Лација. Град није далеко од Тиренског мора, које се налази око 25 км југозападно од Велетрија.

## Географија
| Клима (Велетри)            | Клима (Велетри) | Клима (Велетри) | Клима (Велетри) | Клима (Велетри) | Клима (Велетри) | Клима (Велетри) | Клима (Велетри) | Клима (Велетри) | Клима (Велетри) | Клима (Велетри) | Клима (Велетри) | Клима (Велетри) | Клима (Велетри) |
| Показатељ \ Месец          | .Јан.           | .Феб.           | .Мар.           | .Апр.           | .Мај.           | .Јун.           | .Јул.           | .Авг.           | .Сеп.           | .Окт.           | .Нов.           | .Дец.           | .Год.           |
| -------------------------- | --------------- | --------------- | --------------- | --------------- | --------------- | --------------- | --------------- | --------------- | --------------- | --------------- | --------------- | --------------- | --------------- |
| Количина падавина, mm (in) | 128,0 (50,39)   | 104,0 (40,94)   | 119,0 (46,85)   | 100,0 (39,37)   | 89,0 (35,04)    | 62,0 (24,41)    | 39,0 (15,35)    | 56,0 (22,05)    | 93,0 (36,61)    | 151,0 (59,45)   | 179,0 (70,47)   | 125,0 (49,21)   | 1,245 (490,14)  |
| [ тражи се извор ]         |                 |                 |                 |                 |                 |                 |                 |                 |                 |                 |                 |                 |                 |

## Становништво
Према резултатима пописа становништва 2011. у општини је живело 52.295 становника.
| 1931.  | 1936.  | 1951.  | 1961.  | 1971.  | 1981.  | 1991.  | 2001.  | 2011.  |
| ------ | ------ | ------ | ------ | ------ | ------ | ------ | ------ | ------ |
| 27.577 | 28.213 | 31.136 | 35.363 | 37.971 | 41.213 | 43.423 | 48.236 | 52.295 |

Град Велетри данас има преко 50.000 становника, махом Италијана. Током протеклих деценија град је имао знатан раст становништва, као последицу ширења утицаја оближњег Рима.

## Партнерски градови
- Еш сир Алзет
- Земун
- Пито
- Медлинг
- Офенбах на Мајни
- Кесег
- Всетин

## Галерија
- Улица старог дела Велетрија
- Пут Рома, веза са престоницом
- Здање суда
- Богородичина црква са звоником